# Жовтий осот шорсткий
Жовтий осот шорсткий (Sonchus asper (L.) Hill) — вид квіткових рослин родини айстрові (Asteraceae). Це однорічна рослина з колючими листям і жовтими квітами, схожими на кульбабові. лат. asper — «грубий».

## Опис
Однорічна або рідше дворічна рослина. Коріння з стрижневим коренем. Трав'янисті стебла порожнисті, м'ясисті, гіллясті, як правило, залозисті. Висота зростання між 30 і 80 см, як виняток досягають іноді 160 см. Перисто надрізане листя грубе, з шипами, темно-зелене і блискуче зверху. Розмір листа: ширина 1–15 см; довжина 6–30 см. Листя і стебла виділяють молочний сік при розрізанні. Чашки квітів розташовані в суцвіттях. Плоди сім'янки з чубком; сім'янки 1×2 мм, довгасті або еліптичні; поверхня гладка; довжина чубчиків: 6–9 мм.

## Поширення
Африка: Кенія; Танзанія; Уганда; Еритрея; Ефіопія; Сомалі; Судан; Алжир; Єгипет [вкл. Синай]; Лівія; Марокко; Туніс; Ангола; Малаві; Мозамбік; Замбія; Зімбабве; Ботсвана; Сенегал; Камерун; Руанда; Заїр; Мадагаскар. Азія: Ємен; Казахстан; Киргизстан; Таджикистан; Туркменістан; Узбекистан; Афганістан; Кіпр; Іран; Ірак; Ізраїль; Йорданія; Ліван; Сирія; Туреччина; Індія; Непал; Пакистан. Кавказ: Вірменія; Азербайджан; Грузія; Росія — Дагестан, Передкавказзя, Сибір, Далекий Схід, Європейська частина. Європа: Білорусь; Естонія; Латвія; Литва; Молдова; Україна; Австрія; Бельгія; Чехія; Німеччина; Угорщина; Нідерланди; Польща; Словаччина; Швейцарія; Данія; Фінляндія; Ірландія; Норвегія; Швеція; Об'єднане Королівство; Албанія; Боснія і Герцеговина; Болгарія; Хорватія; Греція; Італія; Македонія; Чорногорія; Румунія; Сербія; Словенія; Франція; Португалія; Іспанія. Натуралізований в багатьох інших країнах світу.

## Екологія
Живе у всіх типах ґрунтів. Населяє землі під паром, сади і виноградники, піщані райони поблизу узбережжя; узбіччі доріг. Висотний розподіл: рослин можна знайти до 1500 м над рівнем моря.
Період цвітіння з червня по жовтень. Запліднення відбувається в основному через запилення квітів; запилюється комахами. Насіння транспортується вітром завдяки чубчику згодом комахами, такими як мурашки.

## Використання
Листя їстівне, можна використовувати як салат.

## Галерея

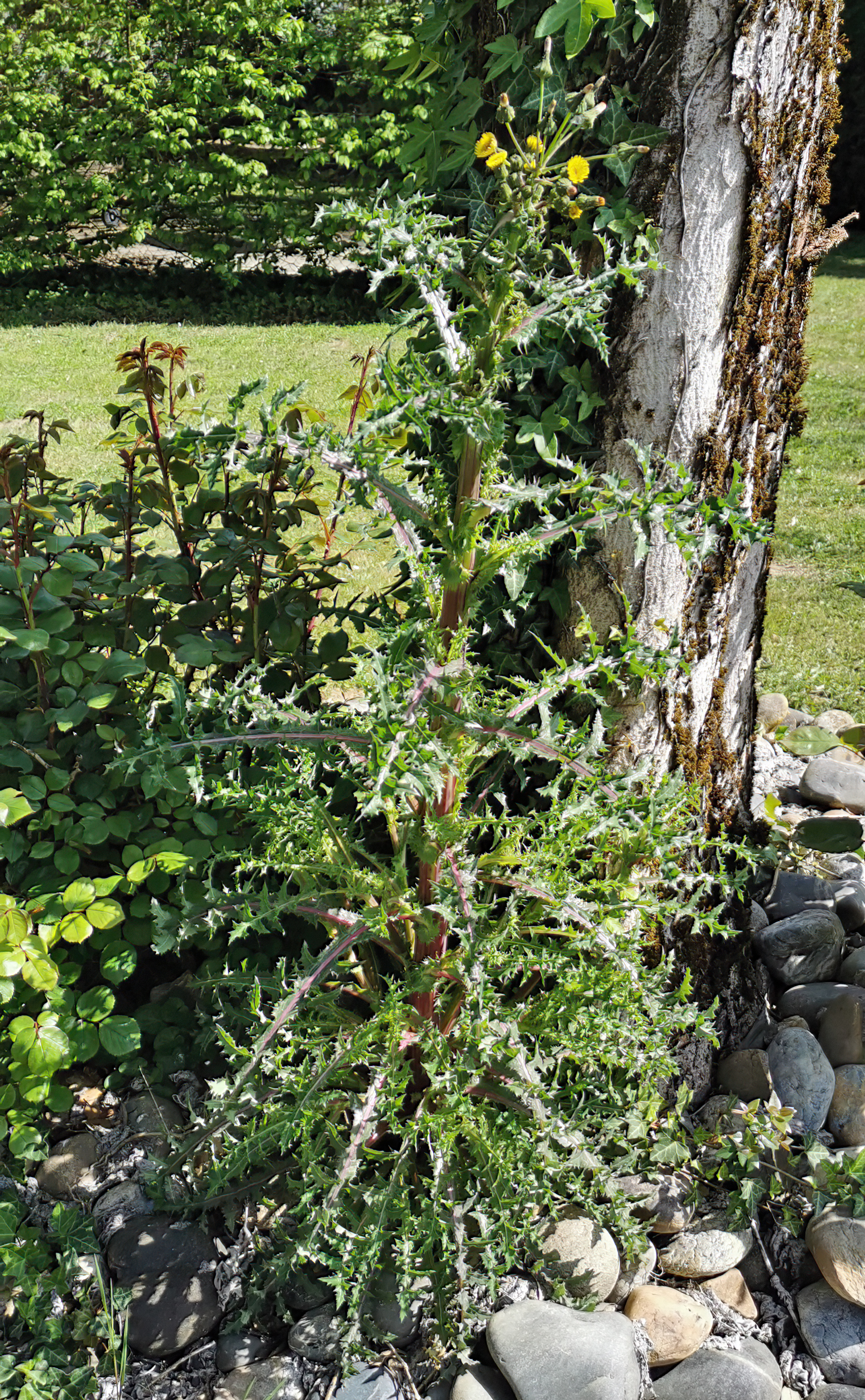
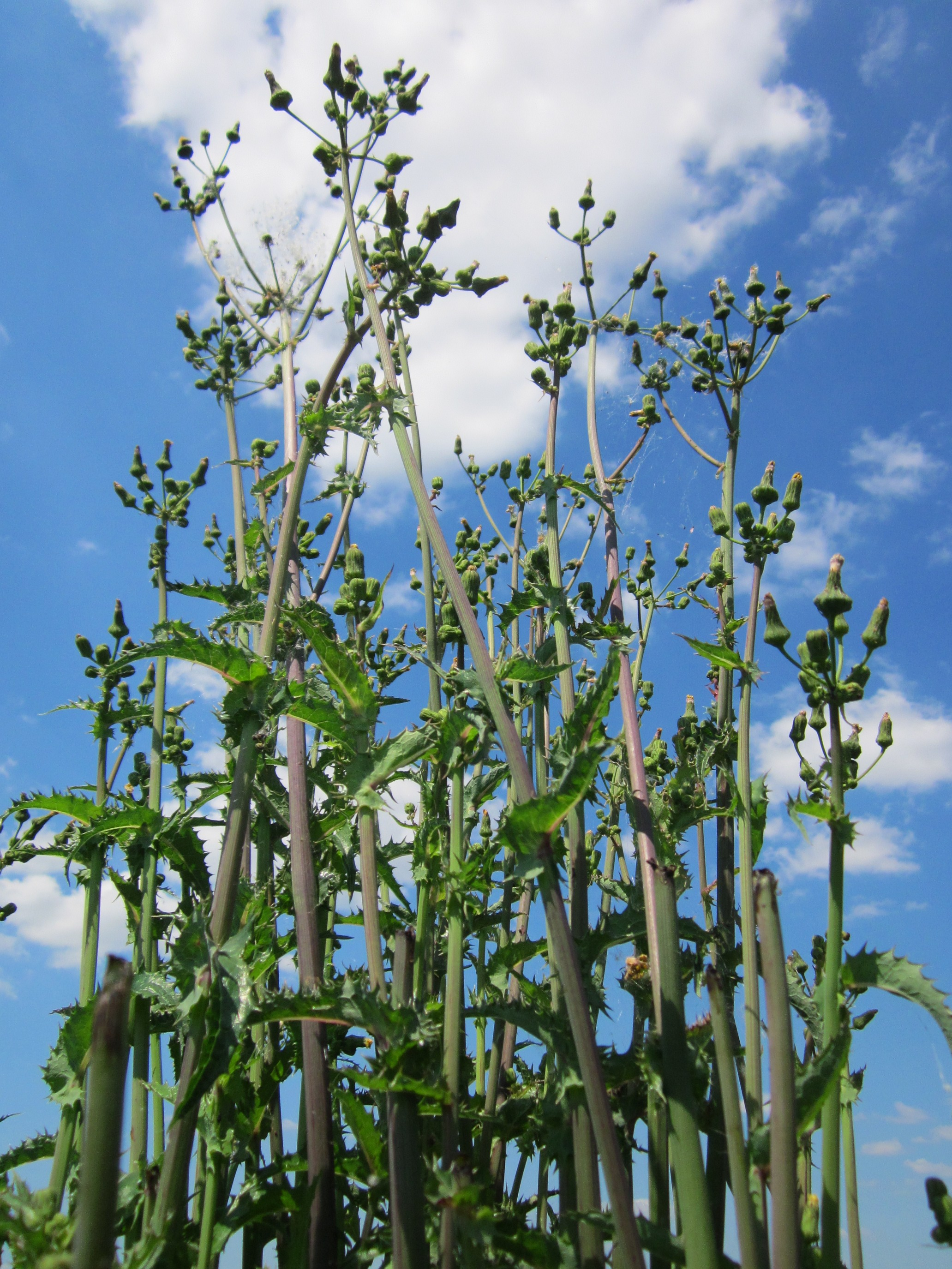
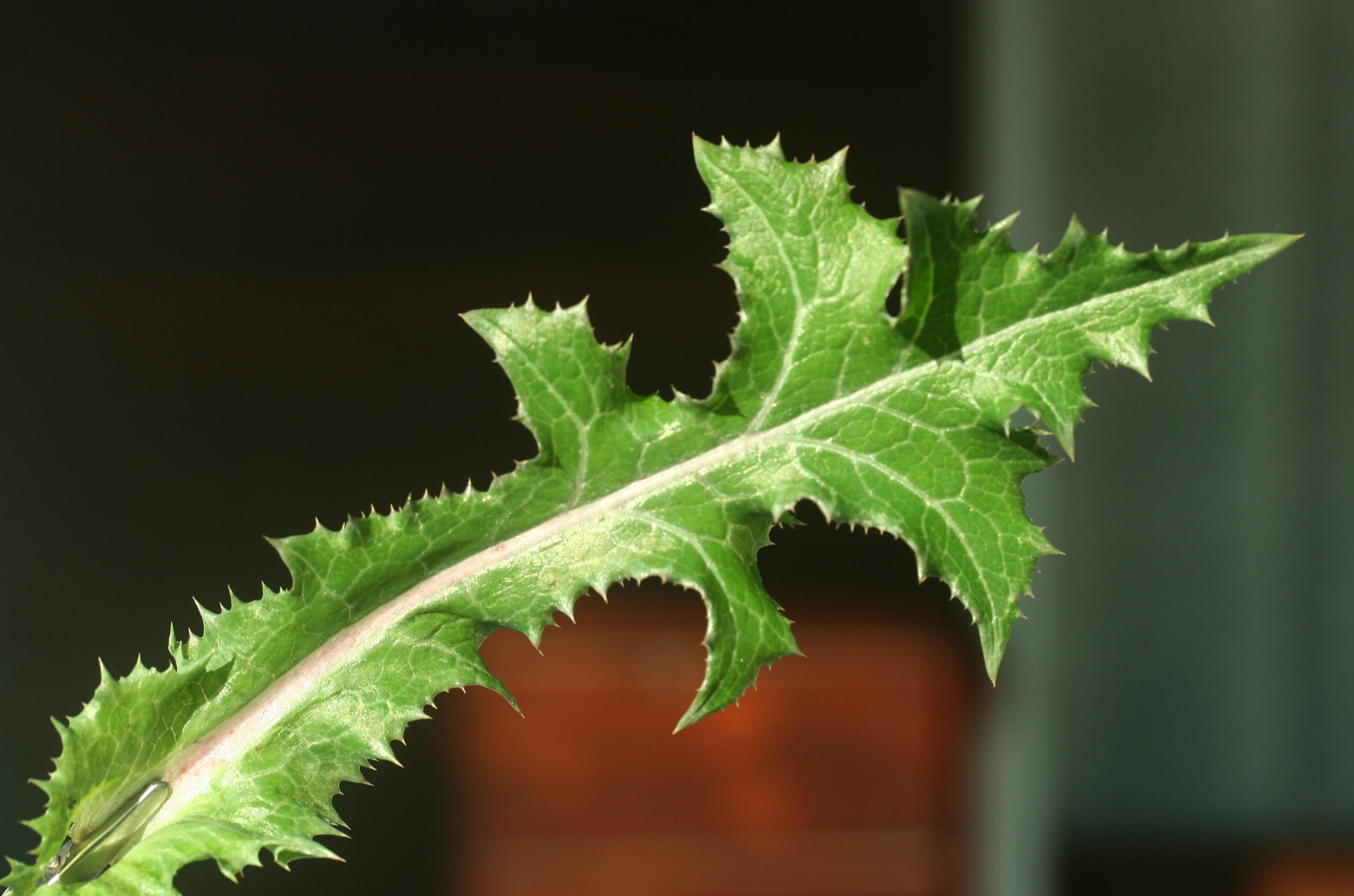
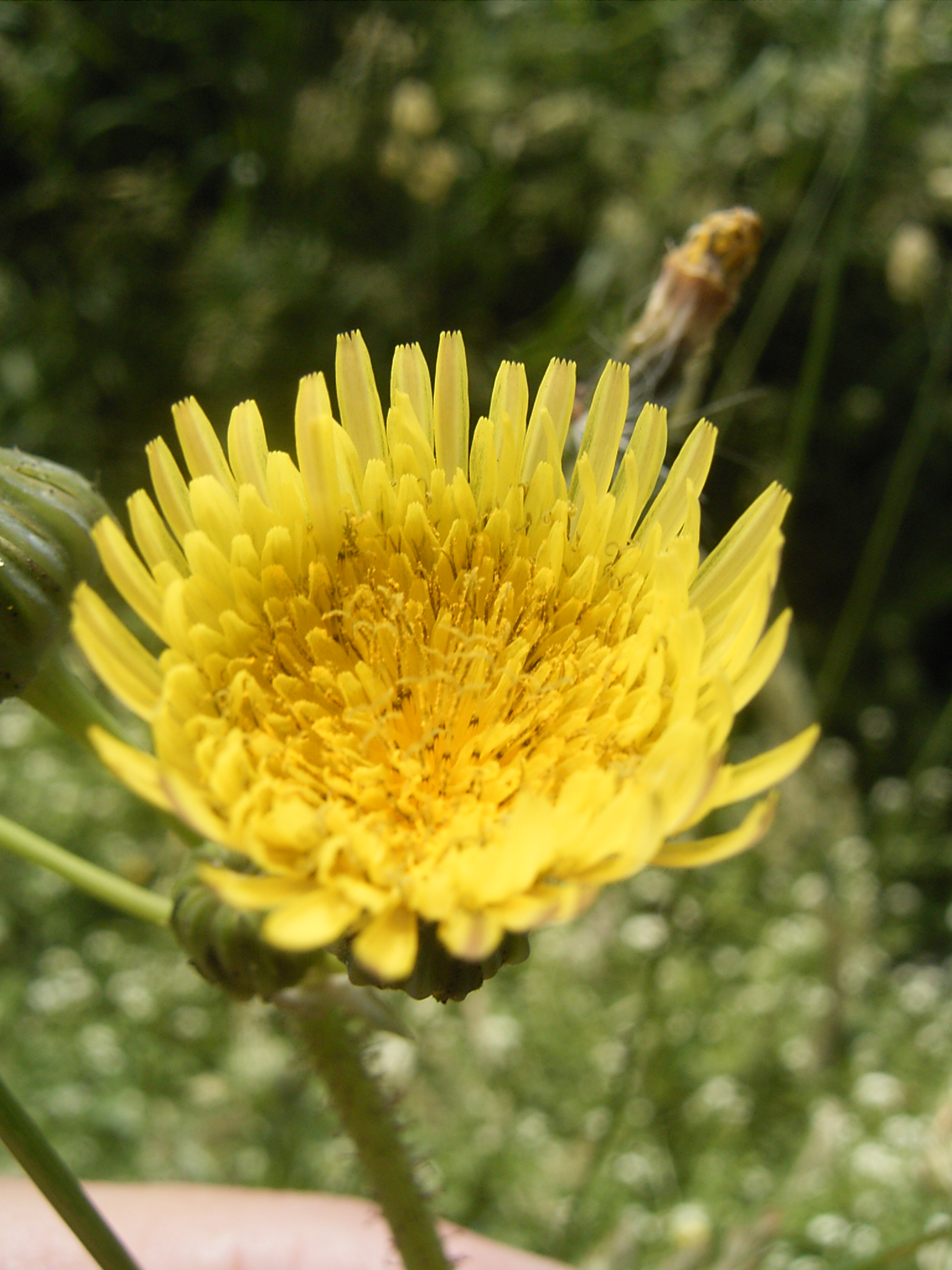
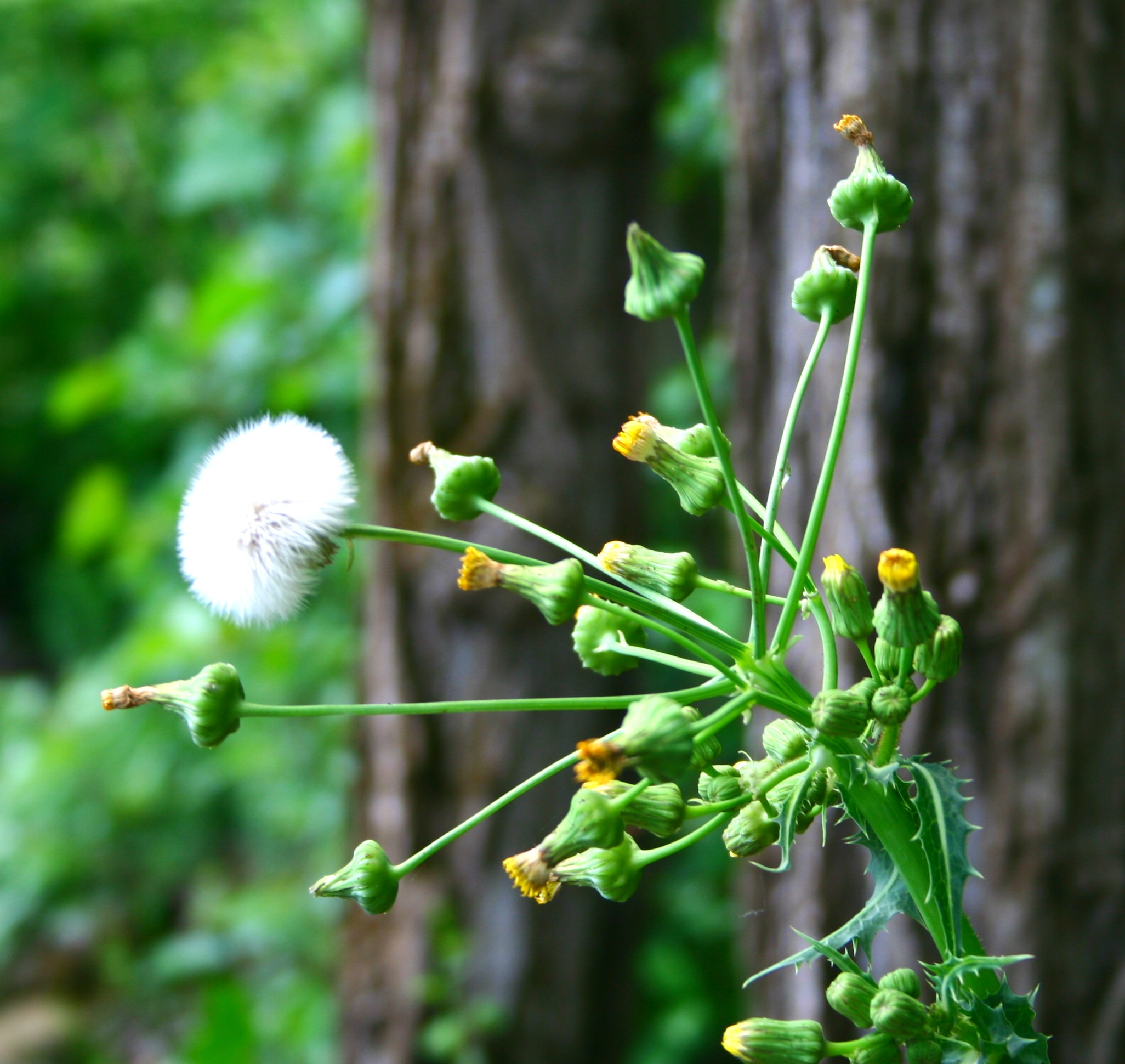